# 감바 오사카

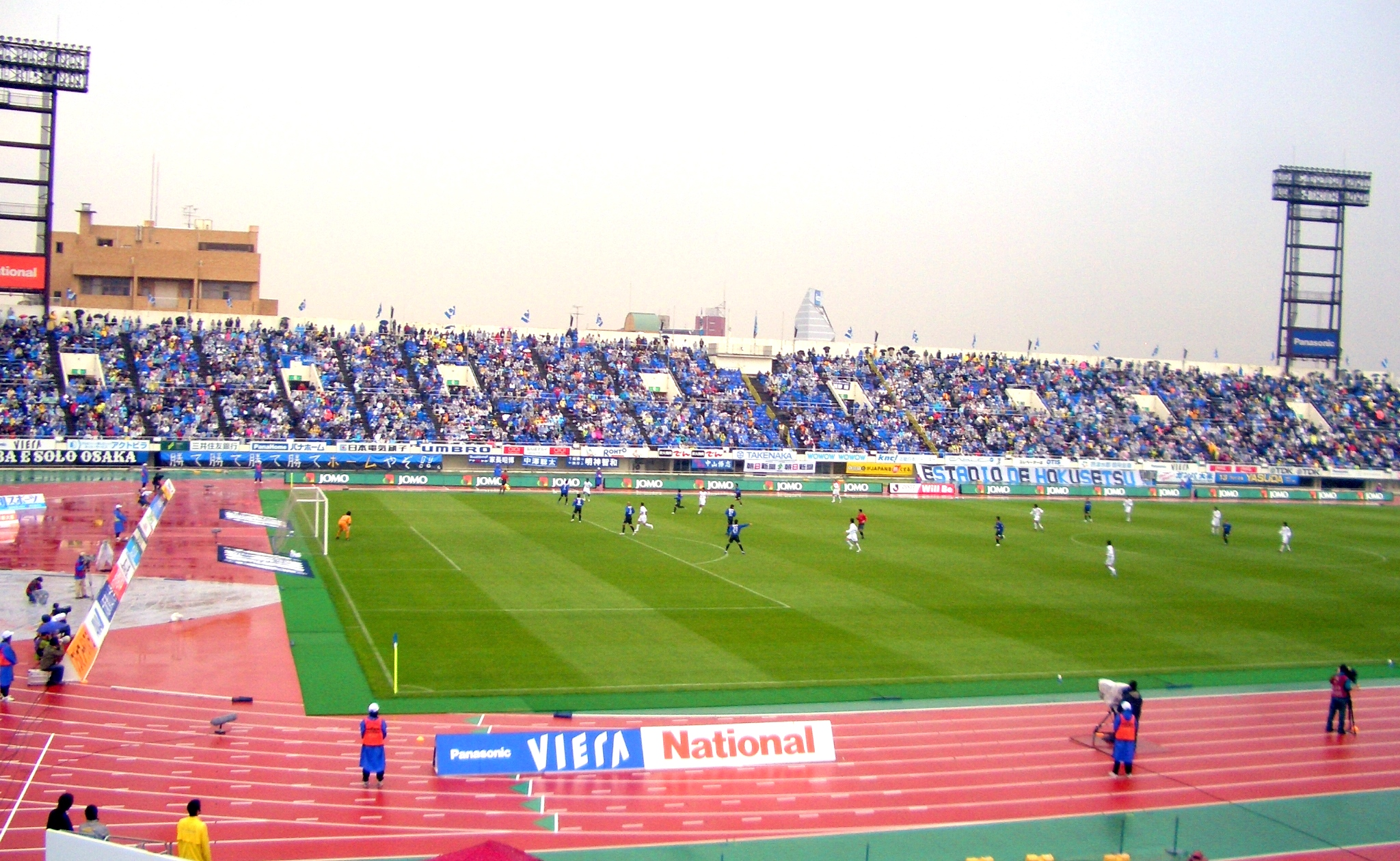
2007년 4월 7일 가와사키 프론탈레전

감바 오사카(일본어: ガンバ大阪 간바 오사카[*], Gamba Osaka)는 일본 오사카부 스이타시를 연고로 하는 J리그 축구팀이다. 감바는 '힘내라!'의 뜻을 가진 일본어 간바루(頑張る)와 이탈리아어로 '다리'를 뜻하는 '감바'에서 따왔다. 이는 '축구의 힘은 다리에서 나온다'라는 의미를 담고 있다. 대한민국 대표팀의 공격수 황의조(2017 ~ 2019)와 대한민국 대표팀 수비수 김영권(2019 ~ 2021), 권경원(2022 ~ 2023)이 활약했던 팀으로도 잘 알려져 있다.

## 역사
1980년에 마쓰시타 전기산업 (현 파나소닉) 축구부로 창단해 나라현을 연고지로 J리그 전신인 JSL에 참가했고, 1992년에 지금의 이름으로 바꾸고 J리그 원년 멤버로 가입한다.
초창기만 해도 우라와 레즈, 나고야 그램퍼스와 함께 "J리그의 짐", "J리그의 한신 타이거스"라고 불리면서 하위권을 맴돌았으나, 1997년 카메룬 국가대표 공격수인 파트리크 음보마의 영입 이후 팀은 종합 4위로 비약적인 성적 향상을 이룬다.
2002년, 가시와 레이솔의 감독이었던 니시노 아키라가 감독에 취임한 이후 팀은 2004년 리그 종합 3위로 상위권으로 도약하게 되고, 2005년에는 최종전에서 같은 오사카 지역 라이벌 팀인 세레소 오사카에 승점 1점 리드한 극적인 우승을 차지한다.
2007년 3위를 차지하여 2008년 AFC 챔피언스리그 진출권을 획득하였으며 2008년 천황배와 아시아 챔피언스리그를 석권하였다. 같은 해 아시아 대표로 FIFA 클럽 월드컵에 참가하여 3위를 차지하였다.
2009년 리그에서 3위를 기록한 후 천황배 결승전에서 나고야 그램퍼스를 4-1로 물리치고 2년 연속 천황배 우승컵을 들어올렸다.
2012년 12월 1일, 강등 위기에 몰린 감바는 리그 최종전에서 주빌로 이와타를 상대로 승리하여야만 잔류를 바라볼 수 있었으나 끝내 1-2로 패하면서 J리그에서 강등되었다. 리그에서 최다 득점을 기록했음에도 불구하고, 실점 또한 최하위인 콘사돌레 삿포로를 제외하고 가장 많이 기록하였다. 따라서 2013 시즌에는 J리그 디비전 2에 참가하게 되었으며, 이는 팀 역사상 최초의 강등이었다.
2013년 J리그 디비전 2에서 우승하여 1시즌 만에 J리그 디비전 1으로 승격하였다.
2014년 J1으로 복귀한 첫 해 리그 우승과 더불어 천황배와 J리그컵에서 모두 우승컵을 들어올려 J리그 역사상 두번째 3관왕을 차지하였으며  2016년부터 프로 U-23 팀의 J3 등록이 허락됨에 따라 지역 라이벌  세레소 오사카 U-23과 함께 U-23팀이 J3에 참가했으나  J3으로 진출하는 JFL 팀이 늘어남에 따라 2020년을 끝으로 U-23팀의 참가 중단이 확정됐고 2021년부터 참가하지 않는다.

## 선수단

### 현재 1군 선수
참고: FIFA 자격 규정에 따라 소속된 국가대표팀 국기를 표시합니다. 선수는 복수의 FIFA 비회원국 국적을 가지고 있을 수 있습니다.
| 번호 | 포지션 | 국적 | 이름                 |
| ---- | ------ | ---- | -------------------- |
| 1    | GK     |      | 히가시구치 마사아키  |
| 2    | DF     |      | 노다 히로키          |
| 4    | DF     |      | 후지하루 히로키      |
| 5    | DF     |      | 미우라 겐타          |
| 6    | DF     |      | 타나카 타츠야        |
| 7    | MF     |      | 엔도 야스히토 (주장) |
| 8    | MF     |      | 오노세 코스케        |
| 9    | FW     |      | 아데미우손           |
| 10   | MF     |      | 쿠라타 슈            |
| 11   | MF     |      | 다비드 콘차          |
| 13   | DF     |      | 스가누마 슈야        |
| 14   | DF     |      | 요네쿠라 코키        |
| 15   | MF     |      | 콘노 야스유키        |
| 17   | MF     |      | 이치마루 미즈키      |
| 18   | FW     |      | 타카기 아키토        |
| 20   | FW     |      | 고야 히로토          |

| 번호 | 포지션 | 국적 | 이름              |
| ---- | ------ | ---- | ----------------- |
| 21   | MF     |      | 야지마 신야       |
| 23   | GK     |      | 하야시 미즈키     |
| 25   | MF     |      | 후지모토 준고     |
| 26   | MF     |      | 오쿠노 코헤이     |
| 27   | DF     |      | 타카오 류         |
| 28   | MF     |      | 코 타카히로       |
| 29   | MF     |      | 타카에 레오       |
| 30   | DF     |      | 아오야마 나오아키 |
| 31   | GK     |      | 타지리 켄         |
| 32   | MF     |      | 시바모토 렌       |
| 34   | MF     |      | 후쿠다 유야       |
| 35   | DF     |      | 야마구치 타츠야   |
| 36   | DF     |      | 마츠다 리쿠       |
| 37   | FW     |      | 시라이 하루토     |
| 38   | FW     |      | 나카무라 케이토   |
| 39   | FW     |      | 와타나베 카즈마   |
| 40   | FW     |      | 메시노 료타로     |
| 41   | GK     |      | 타니 코세이       |

- 스즈키 무사시(2022 ~ )

### 1군에 등록된 U-23 선수
참고: FIFA 자격 규정에 따라 소속된 국가대표팀 국기를 표시합니다. 선수는 복수의 FIFA 비회원국 국적을 가지고 있을 수 있습니다.
| 번호 | 포지션 | 국적 | 이름                                              |
| ---- | ------ | ---- | ------------------------------------------------- |
| 23   | MF     |      | 나카하라 쇼고 (홋카이도 콘사돌레 삿포로에서 임대) |
| 26   | MF     |      | 세노오 나오야                                     |
| 27   | MF     |      | 모리 유토                                         |
| 28   | MF     |      | 요메사카 쇼타                                     |
| 29   | FW     |      | 고리 히로무 (도쿄 베르디에서 임대)                |
| 30   | FW     |      | 히라오 소                                         |

| 번호 | 포지션 | 국적 | 이름            |
| ---- | ------ | ---- | --------------- |
| 23   | GK     |      | 하야시 미즈키   |
| 32   | DF     |      | 노다 히로키     |
| 33   | FW     |      | 이치미 가즈나리 |
| 34   | MF     |      | 코 다카히로     |
| 37   | FW     |      | 다카기 아키토   |
| 40   | MF     |      | 메시노 료타로   |
| 44   | MF     |      | 다카에 레오     |

## 역대 감독
| 감독                | 임기      |
| ------------------- | --------- |
| 지크프리트 헬트     | 1995      |
| 프리드리히 콘칠리아 | 1998      |
| 니시노 아키라       | 2008~2010 |
| 조제 카를로스 세랑  | 2012      |
| 마쓰나미 마사노부   | 2012      |
| 하세가와 켄타       | 2015      |
| 레비르 쿨피         | 2018      |
| 미야모토 쓰네야스   | 2018      |
| 카타노사카 토모히로 | 2022      |
| 다니 포야토스       | 2022~     |

## 라이벌
- 세레소 오사카 (오사카 더비)
- 비셀 고베 (간사이 더비(한신 더비))
- 교토 상가 FC (간사이 더비(게이한 더비))

## 우승 기록

### 마쓰시타 시절
- 일본 사커 리그 2부 : 1985년
- 천황배 : 1990년
- 퀸스컵 (태국) : 1992년

### 감바 오사카
- J리그 디비전 1 : 2005년, 2014년
- J리그 디비전 2 : 2013년
- 천황배 : 2008년, 2009년, 2014년, 2015년
- J리그컵 : 2007년, 2014년
- 후지 제록스 슈퍼컵 : 2007년, 2015년
- AFC 챔피언스리그 : 2008년
- 팬퍼시픽 챔피언십 : 2008년